# Jo Doumerg
Jo Doumerg, de son vrai nom Joseph Jean Gabriel Doumerg est un acteur et metteur en scène français né le 22 juin 1941 à Montpellier (Hérault) et mort le 24 mars 2010 à Paris, des suites d'un cancer. Il est notamment connu pour son rôle de Fernand Mirbeau, pêcheur et père de Virginie dans le feuilleton Plus belle la vie. Il a également prêté sa voix pour des doublages de films et des voix off de documentaires.

## Biographie
Il a étudié à l'école Charles-Dullin.
Avec sa femme Anne, ils ont eu deux filles : Marie et la comédienne Aude Doumerg.

## Filmographie
- 2009 : Bulles de Vian
- 2009 : R.I.S Police scientifique
- 2008-2009 : Plus belle la vie : Fernand Mirbeau
- 2003 : Martin
- 2000 : Sous le sable
- 2000 : Docteur Sylvestre
- 2000 : Les Insaisissables
- 1997 : Bonne pioche[4]
- 1996 : Une famille formidable
- 1994 : Les Absences du président
- 1994 : Casque bleu
- 1993 : Seconde B
- 1993 : A Year in Provence de David Tucker (en)
- 1992 : Escapade à Paris
- 1991 : Madame Bovary
- 1989 : Orages d'été
- 1989 : Après la guerre
- 1988 : Le Vent des moissons
- 1987 : Traquenards : Le Chevalier de Passignac
- 1986 : Jean de Florette
- 1985 : La Sorcière de Couflens
- 1985 : Permis de construire
- 1978 : Le Témoin
- 1966 : Le Père Noël s'est évadé

## Doublage

### Cinéma

#### Films
- 1939[n 1] : Monsieur Smith au Sénat : le gouverneur Hubert Hopper (Guy Kibbee)
- 1989 : Il était une fois Broadway : Basil Valentine (Ethan Phillips)
- 1993 : Beaucoup de bruit pour rien : Antonio (Brian Blessed)
- 1996 : Trainspotting : Monsieur Renton (James Cosmo)
- 1996 : Hamlet : Barnardo (Ian McElhinney)
- 1998 : L'Enjeu : capitaine Jeremiah Cassidy (Brian Cox)
- 1999 : Ghost Dog : La Voie du samouraï : Vinny (Victor Argo)
- 2006 : Fog : oncle Hank (Alex Bruhanski)
- 2006 : Casino Royale : ? ( ? )
- 2007 : Ocean's Thirteen : Saul Bloom / Kensington Chapp (Carl Reiner)
- 2007 : Frère Noël : Papa Noël (Trevor Peacock)
- 2010 : Le Cas 39 : ? ( ? )

#### Films d'animation
- 1988[n 2] : La Fléche Noire : Lord Foxham et Duc de Gloucester
- 1996[n 3] : Black Jack : le Film : le chef de chantier et le marchand d'armes
- 2001 : Metropolis : Voix additionnelles
- 2002 : La Barbe du roi : le magicien
- 2005 : Wallace et Gromit : Le Mystère du lapin-garou : monsieur Mulch

### Télévision

#### Séries télévisées
- 1998-2005 : Cold Squad, brigade spéciale : Sam Fisher (Jay Brazeau)
- 2007 : John from Cincinnati : Vietnam Joe (Jim Beaver)
- 2009 : Breaking Bad : l'inspecteur Tim Roberts (Nigel Gibbs) (seulement saison 2)

#### Séries d'animation
- 1975-1976[n 4] : Les Chevaliers du Temps[5] : Tonk et le capitaine Rapace
- 1979[n 4] : Ultraman II : Les Nouvelles Aventures[6] : Divers personnages
- 1983-1984[n 5] : Georgie : Oncle Kevin
- 1983-1984[n 6] : Ninja Boy[7] : le narrateur et M. Lajustice
- 1989[n 7] : Karaté Kid : Miyagi
- 1992 : Christophe Colomb : Divers personnages

### Jeux vidéo
- 2006 : Gothic 3 : ?
- 2007 : The Witcher : druides, hiérophante, l'ermite des champs

## Théâtre

### Mise en scène
- Les Moulins de Daudet Compagnie d'Arlequin (théâtre Jemmape)
- En attendant Godot, de Samuel Beckett (théâtre populaire jurassien)

## Publicité
- UAP
- EDF
- Lafarge
- Mairie de Paris
- PTT
- Alarmes 2000
- AGF
- Brézillon